# Перемишльська земля

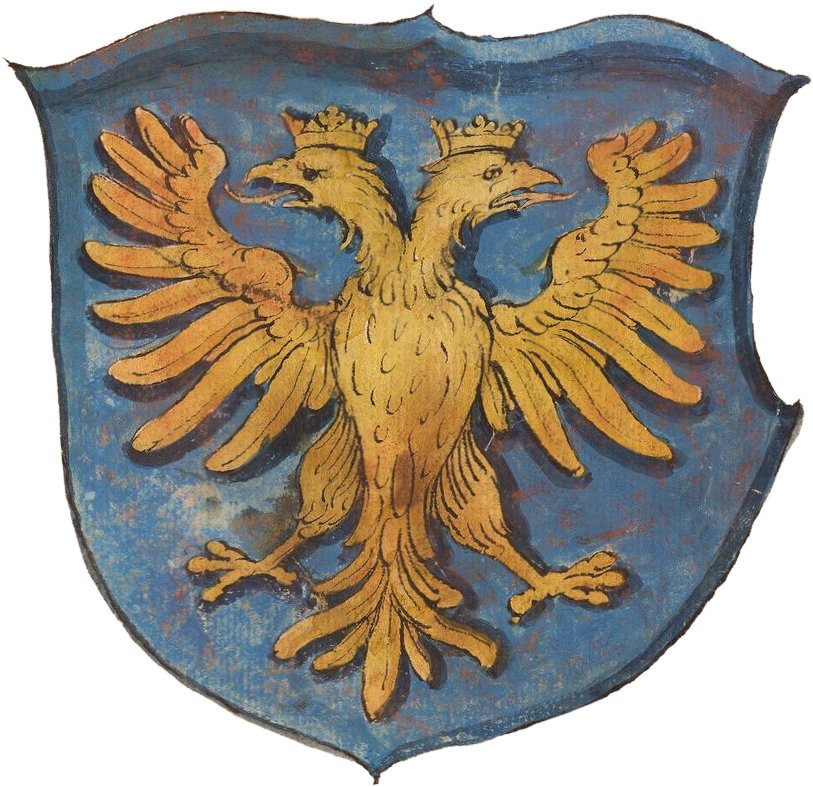
Герб Сяноцької і Перемишльської земель

Перемишльська (Перемиська) земля (лат. terra Premisliensis) — одна з історичних земель Київської Русі, Перемиського князівства, Галицького Князівства, Галицько-Волинського князівства та Руського воєводства Корони Королівства Польського з центром у місті Перемишль.

## Локалізація

Перемишль, у складі Київської Русі

Територія Перемишльської землі, що склалась наприкінці X — першій половині XI ст. в основному збігалася з територією пізнішого Перемишльського удільного князівства (волості). Я.Ісаєвич окреслює південний кордон Перемишльської землі в Карпатському хребті — у Бойківському і Лемківському Бескидах. Західним рубежем служили карпатські густі ліси поміж Вислоком і Дунайцем, а також Сандомирська пуща від Нижнього Сяну до Вісли. Південно-східний кордон проходив, найімовірніше, по р. Стрий.
На північному сході Перемишльська земля стикувалася з Белзькою.
Після перетворення Руського Королівства на Руське воєводство Королівства Польського із складу історичної Перемишльскої землі було відокремлено територію Сяноцької землі та долучено Дрогобицький та Стрийський повіти. Після цього вона займала велику територію 13037 км² у басейнах річок Стрия, Дністра та Сяну. На півдні Карпатський хребет відділяв її від Закарпаття, що на той час знаходилось у складі Угорщини, на заході вона межувала з Сяноцькою землею Руського воєводства і Сандомирським воєводством, на півночі — з Холмською землею Руського воєводства та Белзьким воєводством, на сході з Львівською та Галицькою землями Руського воєводства.

## Адміністративний поділ
Земля поділялась на 4 повіти, але деякий час ще зберігались колишні волості часів Галицько-Волинського князівства: Мостиська (1444), Ряшівська (1454), Лежайська (1444), Ланьцутська (1446), Переворська (1569), Ярославська (1450), Тичинська (1424).
Повіти (з 1434):

Поділ Перемишльської землі на повіти та сучасний державний кордон

- Перемишльський повіт, столиця Перемишль, староство гродове і земський суд
- Самбірський повіт, адміністративний центр Самбір
- Дрогобицький повіт, адміністративний центр Дрогобич
- Стрийський повіт, адміністративний центр Стрий

Перемишльський староста скликав біля Перемишля показ усієї шляхти Перемишльської землі. Повіти обирали на депутатському та господарському сеймиках по 6 депутатів до Коронного Трибуналу та Радомського Податкового Трибуналу.
У XVI ст. найбільшими містами були Перемишль і Ярослав (понад 5 тис. мешканців), Стрий (понад 4 тис. мешканців), Дрогобич, Городисько, Лежайськ, Ряшів і Жолиня (понад 3 тис. мешканців)[1]. Згідно з королівською люстрацією, зробленою в 1676 році, у всій Перемишльській землі було 32 міста і 980 сіл.

## Демографія
Географічно Перемишльська земля поділялася на дві частини: рівнинну — в басейні нижньої течії р. Стрий, середньої течії Дністра та Сяну — і гірську — Карпатські гори, що підвищувалися із північного заходу на південний схід і становили понад третини її загальної площі. Більша частина території Перемишльської землі збігається із межами української етнічної території Надсяння.
Відмінні природні умови рівнинної та гірської частин вплинули на процес їх заселення та господарського освоєння. Наприклад, перша письмова згадка про село Нетребка датується 1363 роком. Якщо рівнинна частина в 16 столітті була вже достатньо заселена, то в гірській інтенсивна колонізація лише починалася у 15 — 16 століттях. Про це переконливо свідчать матеріали люстрацій королівщин, зокрема 1565 р. Так, в люстрації Самбірської економії зазначається, що багато сіл ще не «висиділи слобід», тобто наданих їм пільг після заснування, інші щойно осаджені «на сирім корені» і селяни сидять на «невиміряних дворищах». Наприклад, про село Гвоздець в люстрації говориться: «'Село новоосаджене, в якому 19 виміряних дворищ або ланів, з яких ні чиншу, ні данин не платят, тому що мають слободи, бо осаджені в 1553 року». Село Чижевичі осаджене в 1558 року, а село Великий Потік «на сирім корені в 1562 року осаджене, в якому 8 кметів (повнонадільних селян) на невиміряних дворищах осіли».
Найбільша кількість сіл на розчищених від лісів ґрунтах гірської частини Перемищини виникла між 1510–1570 роками. Здебільшого колонізація цієї частини проводилася Драго-Сасами на так званому «волоському праві», для якого провідною галуззю господарства було скотарство, в той час як більшість сіл рівнинної частини була заснована на руському, польському і частково німецькому праві.
Освоєння нових посівних площ і заснування поселень спостерігалося подекуди й протягом 17 та 18 століття, не тільки в гірській, але й передгірській частинах. Так, у ревізії 1692 року відмічається, що в Любохорській країні Самбірської економії наявна велика кількість нових розчищених в лісах ділянок, які селяни вживали понад закріплені за ними наділи. В інвентарі Городиського ключа за 1728 роком зазначаються «нові прикопки» в містечку Городисько і в селі Вовчім, а також «осадження» нового села Худачів. Сучасний польський історик Й. Пулцвяртек, досліджуючи заснування поселень в Лежайському старостві, що займало північно-західну частину Перемиської землі по обидва боки Сяну, дійшов висновку, що з 24 поселень відмічених в люстрації 1664 року 4 були засновані в 17 столітті. За ревізіями 1692 і 1711 років та подимними реєстрами 1700 і 1716 років в Перемишльській землі нараховувалось 937 сіл, в той час як, за даними А. Яблоновського, в 1578 році тут було враховано лише 745 сільських поселень. Таким чином, протягом дещо більше одного століття кількість сіл Перемищини збільшилася на 192 поселення, понад 1/5 загальної кількості сільських її поселень.
Перед початком австрійського правління, у 1772 році, в Перемиській змелі налічувалось 1258 «руських» греко-католицьких та 177 римо-католицьких парафій.

## Економіка

Прапор Перемишльсько-Сяноцької землі з Грюнвальдської битви

Здебільшого підзолисті, а в долинах річок подекуди й чорноземні ґрунти краю, помірний клімат створювали відносно сприятливі умови для занять сільським господарством. Інвентарні описи засвідчують, що на цій території вирощували як озимі, так і ярові культури. Найбільше висівали озимого жита, вівса, ячменю, порівняно менше пшениці, гречки, проса й гороху. З технічних культур переважали коноплі та льон. Наприклад, у Бакунчицькому фільварку Перемиського староства в 1699 р. зібрали: 340 кіп озимого і 15 — ярого жита, 200,5 копи ячменю, 142 — гречки, 55,5 — гороху, 19,5 — конопель. У Вишатицькому фільварку, цього ж староства, було зібрано: 161 копу жита, 70 кіп пшениці, 156 — ячменю, 190 — гречки, 164 копи вівса, 50 кіп гороху, 36 -конопель і 30 — льону.
Крім рільництва, широко було поширене городництво. Городи зазначаються в кожному з фільварків цієї частини, в деяких їх було й по декілька. З городніх культур найпоширеніші були: капуста, цибуля, морква, ріпа, петрушка, пастернак, мак та інші. Чимало місця відводилось і садівництву. Сади відмічено не лише у фільваркових, але й в селянських господарствах. В Уйковицькому фільварку, біля м. Перемишля, в 1749 р. було 3 сади, в яких перечисляються такі види дерев: сливи, черешні, волоські горіхи, яблуні та груші.
Чимале місце відводилось тваринництву. Чудовою базою для розведення домашніх тварин служили не тільки заплавні луки Передкарпаття, але й полонини Карпат. То ж не дивно, що як селяни, так і шляхта в своїх господарствах утримували велику рогату худобу, коней, овець, кіз, свиней, а також гусей, курей та ін. Велика рогата худоба служила не тільки для забезпечення населення продуктами харчування, але й для удобрення ґрунтів гноєм, який використовували з цією метою досить широко уже з XVI ст. Наприклад, в Горлічинському фільварку Переворського ключа в 1705 р. числилося 22 корови, 5 ялівок, 20 овець, 8 кіз, 9 волів, 9 телят, 16 свиней, 30 гусей і 30 курей. В с. Требовиську, біля м. Соколова, фільваркова обора нараховувала: 20 корів, 5 биків, 9 ялівок, 3 бичків, 7 телят, 6 свиней, 30 гусей, 30 курей, 5 качок і 5 индиків. Продукцію тваринництва збували як на місцевому ринку, так і сплавляли її Сяном і Віслою до столиці та Гданська.
Певне місце відводилось і бджільництву, яке виросло із давнього бортництва. Так, люстрація 1565 р. при описі с. Стар'яви відмічає: « що стосується бортників, які до цього давали медову дань, то їм тепер її скасовано, бо в тих лісах, де вони мали борті, основують нові села, від яких є більший прибуток, ніж від меду». В джерелах XVIII ст. бортники згадуються лише в Городиському та Тринецькому ключах. За то майже в кожному фільварку зазначаються пасіки, подекуди досить численні. Наприклад, у пасіці Журавицького фільварку, поблизу м. Перемишля, в 1706 р. нараховувалося 68 вуликів з бджолами і 56 пустих.
Заходилося місцеве населення й коло рибальства. У згадуваних річках та численних їх притоках водилася всяка риба. Крім того, більшість фільварків мали свої ставки для розведення риби та саджавки — для мальків. Так у с. Надибах, неподалік містечка Хирова, в 1715 р. зазначається 3 ставки й одна саджавка.
Місцеві річки, здебільшого непридатні для судноплавства, використовувалися для будівництва млинів, фолюшів (сукновалень), пилорам (тартаків), а також для сплаву лісу, особливо в період весняних повеней з гірських масивів.
Якщо передгірська частина Перемищини відзначалася досить сприятливими умовами для розвитку хліборобства, городництва, садівництва, то в гірській частини ці види занять були значно обмежені. За даними ревізій 1692 і 1711 рр. в цій частині переважали ярі культури, особливо овес, що зумовлювалось не тільки поширеними тут підзолистими й буроземними ґрунтами, але й значно коротшим вегетаційним періодом. Тому й не дивно, що про Тухольську волость, яка займала крайню південно-східну частину Перемишльської землі ревізори в 1692 р. писали: «Та вся країна у великих горах, між високими скалами, в глибоких потоках засіла, в якій лише вирощують овес». Пшеницю в гірській частині висівали дуже рідко, бо родила вона лише на добре удобрених ґрунтах. Мало висівали тут і жита. Ці ж ревізори про с. Головецьке зазначали, що «жита, коли навезуть гною, уродиться біля Дністра по трохи, інші ґрунти — всі вівсяні»18. Переважно населення гірської частини займалося тваринництвом, здебільшого відгодівлею овець. Дослідники XIX ст. підкреслювали, що заможність гірської родини «визначалася кількістю овець».
Різноманітність природних ресурсів, на які була багата ця територія, сприяла розвиткові місцевих промислів і ремесел. Однак на той час в найбільшій мірі використовувалися соляні джерела, які розроблялися ще з давніх часів. Уже в період Київської Русі соляні промисли Прикарпаття забезпечували сіллю населення не тільки цього регіону, але й Придніпров'я.
На рубежі XVII—XVIII ст. на теренах Перемиської землі функціонувало 12 соляних жуп (солеварень), з яких 8 належали королівському скарбові (Старосільська, Дрогобицька, Нагуєвицька, Котівська, Модрицька, Колпецька, Спринська, Віська. Остання разом із Перемишльським староством здавалася в оренду шляхті). Сім королівських жуп входили до єдиного господарського комплексу — Самбірської економії і знаходились у віданні Самбірського піджупника, який призначався польським королем. Приватні жупи знаходились у селах: Шумині (магнатів Мнішків), Тарнаві (Цетнерів), Сольці (Фредрів) та в містечку Добромилі (Красінських).
Виварювали сіль із ропи в залізних сковородах — чренах, яку добували зі спеціально викопаних колодязів вручну або за допомогою спеціальних пристроїв — кератів, що приводилися в рух кіньми. В останньому випадку ропа з колодязів подавалася на чрени системою дерев'яних труб, рідше залізних. Виварювання солі відбувалась у варницях — вежах, де переважно й зберігалася, хоча подекуди для цього будували спеціальні приміщення — шопи.
Виварена в 1703—1706 рр. жупами Самбірської економії кількість солі дає підстави для ствердження про спад в солеварінні на Прикарпатті на рубежі XVII—XVIII ст., оскільки з 1.07.1768 р. по 30.06.1770 р. на цих же жупах було виварено 80606 бочок солі, а на причали до Сосниці і Торки з 1.01.1742 р. по 30.06.1743 р., тобто за півтора року, доставили 55000 бочок солі.
Після соляного промислу друге місце в економіці краю займав лісовий. Він визначався масивами лісів як в гірській, так і передгірській частинах Перемищини, про що свідчить люстрація 1565 р., в якій зазначається, що лісів багато біля Мостиськ і Медики, над річками Сяном, Вишнею та Смолкою. Величезний масив лісів знаходився також у Замехівській волості на берегах річки Танви. Якщо в гірській частині ліси складалися переважно з хвойних порід дерев, то передгірська відзначалася великим їх різномаїттям, серед якого часто зустрічалось чимало таких цінних порід, як бук і дуб.
Ліс використовувався як будівельний матеріал не тільки на місці, але як напівфабрикат сплавлявся Сяном й Віслою до Варшави та Гданська, звідки надходив і до Західної Європи. З лісу виготовляли смолу та поташ, що використовувався для відбілювання полотна. Останній виріб мав чималий попит на західних ринках. Так один із Сенявських, що мали великі лісові масиви в Руському воєводстві, на початку XVIII ст. уклав договір на продаж поташу на 32993 талера, а представник роду Потоцьких — на 82993 талера.
Чимало лісу витрачалося на виварку солі. Уже в люстрації 1565 р. відзначається оголення територій від лісів при соляних жупах. При описі лісів, які відносилися до Старосільської (її ще називали Перемишльською) жупи, зазначалося, що на той час у них «залишилося мало великої деревини, більше дрібного й молодого». Ліс використовували також для виготовлення різних виробів народні умільці. Переважно їх скуповували у них місцеві торгівці і доставляли на ринки великих міст, у тому числі й до Гданська.
Розвинений був на Прикарпатті і залізорудний промисел. В межах Самбірської економії цей промисел отримав найбільше поширення в селах Майдан та Смільна, в с. Стебнику Перемиського староства, в с. Рудне, від чого пішла і назва самого села, біля м. Ярослава, в с. Ненадівці та на території Замехівської і Крешівської волостей, майорату Замойських. Територія Замехівської волості була багата на поклади салітри, яку використовували для виготовлення пороху. В Гвоздецькій країні розроблялися поклади графіту, шиферу та пісковику, з яких виробляли точильні бруски, жорнові камені та інші вироби.
В містах Перемищини, попри тогочасні труднощі, розвивалось ремесло. На рубежі XVII—XVIII ст. у м. Самборі зазначається 11 цехів, у Перемишлі, згідно зі скаргами цехмістрів 1742 р., функціонувало 8 цехів, в м. Ярославлі в 1629 р. — 11 цехів, а в Стрию в 1664 р. — 10 цехів. Крім міст, багато ремісників жило в селах. Фактично в кожному селі інвентарні описи перечисляють ткачів, шевців, ковалів та інших потрібних селу ремісників. Зустрічаються села, населення яких спеціалізувалося на виготовленні певних ремісничих виробів. Найбільше в інвентарних описах згадуються ткачі. Так, інвентар 1729 р. урахував 17 ткачів в с. Альбіґова, 24 — в с. Крачкова, 27 — в с. Висока, а в сс. Білобоці та Маркові — по 61 ткачеві. В с. Шумина, як зазначається в ревізії 1711 р., «було 19 християнських хат, в яких жили різні ремісники, що обслуговували жупу, і лише декілька з них мали огороди, а останні жили тільки із заробітків», а про с. Рудку говориться, що колись в ньому жили рудокопи, але, коли перестали добувати руду, вони розійшлися37. На рубежі XVII—XVIII ст., у зв'язку з економічним занепадом, спостерігався процес переходу ремісників з міст до села, що сприяло розвиткові різних видів ремесел на селі.
У прикарпатських селах проживали не тільки ремісники, але й торгівці. Так, в ревізії 1692 р. зазначається, що в с. Верхнє Синьовидне, яке лежить при шляху, що з'єднував через Воріцький перевал східні райони Перемищини із Закарпаттям, поруч із 144 підданими, котрі «сиділи на землі», нараховувалось «47 хат без ґрунтів і огородів». Їх мешканці займалися торгівлею, доставляючи різні товари з Угорщини на місцеві ринки.
Через Прикарпаття проходило багато торгових шляхів, що з'єднували Польщу з Угорщиною, Семигородчиною, Молдавією та Поділлям, то зрозуміло, що це сприяло розвиткові не тільки міської, але й сільської торгівлі. Найважливішими для зв'язку з південними сусідами для Перемищини були, крім згаданого Воріцького шляху, що із Стрия вів до Мукачева, був Дукельський шлях, який від Перемишля через Сянки йшов до Закарпаття. Якщо по першому з Перемищини до Угорщини та Семиградщини везли зерно, сіль, залізо та інші товари, то у зворотному напрямку везли різні східні товари та гнали до країн західної Європи з Молдавії та Семиградщини стада худоби. Дукельським шляхом з Перемищини до Угорщини везли здебільшого олово, полотно та сіль, а в зворотному напрямку вина та гнали худобу аж до країн Західної Європи. Менше використовувався шлях, що проходив через Ужоцький перевал, який вів через Турку, Старий Самбір до Перемишля 39. Крім сухопутних шляхів сполучення, річкою Сян та її лівою притокою Віслок Перемищина була з'єднана і водним шляхом з Варшавою, Гданськом і Західною Європою. На берегах цих річок знаходились причали в Барончі, Злотківцях, Крешові, Сосниці, Торках, Тринчі та Ярославі, звідкіля сплавлялась як сільськогосподарська продукція, так і ремісничі вироби до Варшави та Гданська.
Сухопутні та водні шляхи, що проходили через Прикарпаття сприяли розвиткові міст. Якщо за даними О. Яблоновського наприкінці XVI ст. в Перемишльській землі нараховувалося 28 міст і містечок, то на рубежі XVII—XVIII ст. їх стало вже 40. Серед них за сплатою шеляжного податку перше місце належало м. Ярославу, а за ним ішли: Перемишль, Ряшів, Самбір.
В адміністративно-політичному відношенні головними містами Перемиської землі були: Перемишль — адміністративний центр землі, Самбір — адміністративний центр столових володінь польських королів у Руському воєводстві — Самбірської економії, Судова Вишня — місце проведення сеймиків Руського воєводства (до речі, вони проводились в порівнянні з іншими українськими воєводствами найбільш регулярно).
Таким чином, географічне розташування, природні умови історичної української землі — Перемищини були сприятливі не тільки для розвитку сільського господарства (переважно рільництва в рівнинній частині, тваринництва — в гірській), різних видів промислів (серед яких з давніх часів славилося солеваріння), ремесел (як в містах, так і селах), а також внутрішньої та зовнішньої торгівлі.

## Підсумки
Перемишльська земля як окрема адміністративно-територіальна одиниця у складі Руського воєводства Галичини сформувалася в середині XV ст. З південного сходу на північний захід вона простягалася від витоків р. Стрий та її правої притоки Опір до середньої частини басейну р. Сян та її лівої притоки р. Віслок. В географічно-територіальному відношенні її переважно ділили на три частини: Задністрянську (на південний схід від р. Дністер — нині повністю входить до складу Львівської області), Міжсянсько-Дністрянську — основна частина якої також нині у складі Львівщини і Засяння (повністю у складі Польщі). Природно-кліматично вона поділялася на дві частини — рівнинну та гірську, що й визначило час заснування та особливості розвитку сіл у кожній з них. Коли села рівнинної частини переважно засновувалися в давнину на «руському», «польському», а з ХІІІ ст. і на «німецькому» праві, то в гірській частині здебільшого вони появилися в XVI ст. і засновувалися на «волоському» праві. Якщо в перших основним видом занять населення було землеробство, то в других переважало скотарство. Якщо в перших з кінця XV ст. відбувається перехід до фільварково-панщизняної системи господарства як основної системи господарювання, то в других фільварок міг належати лише представникам місцевої адміністрації, що складалася здебільшого з дрібної шляхти, і повинен був забезпечувати її власні потреби, тобто носив в основному натуральний характер. На початку XVIII ст. в Перемишльській землі налічувалося понад 970 поселень, в тому числі 932 сільських, серед яких понад 29,5 % належали польським королям, 67,2 % — магнатам і шляхті, близько 3,3 % — духовенству.
Національно-визвольна війна українського народу в середині XVII ст., війна зі Швецією, похід через Карпати спільника Б. Хмельницького семигородського князя Ракочі, війна з Туреччиною й окупація нею Поділля, часті напади кримських татар завдали великих збитків прикарпатському селу в другій половині XVII ст., зокрема Задністрянській частині. В останні роки XVII ст. намітилася його відбудова, але вже на початку XVIII ст., у зв'язку з втягненням Польщі в Північну війну на боці Росії, боротьбою за владу всередині країни, галицьке село понесло нові великі втрати. І лише після обрання на польський престол в 1733 р. нового короля Августа III створилися сприятливіші умови для відбудови господарства, відновлення села.
Способи його відбудови були різні як до стану помістя, селянських господарств, наявності коштів для відбудови, а також зв'язку господарств з ринком. Коли фільварок був зберігся та мав потрібні кошти на відбудову господарства, то відбудова розореного селянського господарства велася за допомогою двору, в супротивному випадку через селянські господарства, яким інколи навіть роздавали фільваркові землі. Здебільшого на Перемищині мало місце поєднання першого і другого шляхів відбудови. В цілому відбудова велася на старій фільварково-панщизняній основі, хоча, зокрема в гірських селах, спостерігалося пожвавлення товарно-грошових відносин.
У ході відбудови, зокрема в 30-40-х рр. збільшується кількість повнонадільних (здебільшого півланових і чвертьланових) господарств-кметів, покращується забезпечення їх робочою худобою, реманентом, особливо в тих селах, де відбудова велася через селянські господарства. В селах, де відбудова велася через фільварок спостерігалося приєднання до фільварку пустих селянських наділів і збільшення чисельності малоземельних і безземельних селянських господарств — загородників, халупників і комірників, у зв'язку з чим посилювалося соціальне розшарування села. Певний вплив на цей процес мало подальше розширення товарно-грошових відносин, особливо в гірських селах Перемищини, де переважали грошова і натуральна форми ренти.
Показником позитивних наслідків відбудови села слід вважати зменшення кількості пустих селянських наділів на кінець 40-х рр. в порівнянні з другим десятиріччям XVIII ст. Наприклад, у 18 приватновласницьких селах вони складали лише близько 5,8 % від загальної кількості селянського землекористування, а в 22 гірських селах Самбірської економії, не зважаючи на малосприятливі умови землеробства, кількість пустих селянських наділів у 1749 р. в порівнянні з 1711 р. скоротилася майже вдвічі. Крім того, в ряді сіл спостерігалося розчищення під посіви лісових масивів. Відмічається в селах розширення посівів зернових, зокрема хлібних культур — жита та пшениці, підвищення урожайності. Зростає реалізація зерна не тільки на місцевих ринках, але й сплавляється воно до Варшави та Гданська, звідкіля надходило в країни Західної Європи. Крім зерна, до Гданська Сяном та Віслою сплавляли продукцію лісового господарства, зокрема дошки, смольчугу та інші вироби, а також вироби сільських ремісників, серед яких переважало домотканне полотно. Все це дає підстави стверджувати, що в 30-40-х рр. XVIII ст. відбулися помітні зрушення в економіці галицького села, однак панівна на той час фільварково-панщизняна система господарства гальмувала проникнення в село товарно-грошових відносин і нових форм господарювання.